# Gaius Papirius Turdus
Gaius Papirius Turdus war im 2. Jahrhundert v. Chr. ein Politiker der Römischen Republik. Im Jahr 177 v. Chr. amtierte er als Volkstribun.

## Leben
Gaius Papirius Turdus entstammte den Papirii Turdi, einem plebejischen Zweig des altrömischen Geschlechts der Papirier.
Weil der Konsul von 178 v. Chr., Aulus Manlius Vulso, im Verlauf seines Krieges in Istrien bei einem feindlichen Überfall eine schwere Niederlage erlitten hatte, wurde er während seiner Abwesenheit von Rom von Turdus in dessen Eigenschaft als Volkstribun heftig attackiert. Unterstützt wurde Turdus dabei von seinem Amtskollegen Licinius Nerva. Beide stellten den Antrag, Vulso die bereits gewährte Verlängerung seines Imperiums für das nächste Jahr abzuerkennen und ihn vor Gericht zu stellen. Allerdings misslang dieser Plan aufgrund der Interzession eines weiteren Volkstribunen, Quintus Aelius Paetus.
Zur Abhaltung der Wahlen für 177 v. Chr. erschien Vulsos Amtskollege Marcus Iunius Brutus in Rom. Er wurde von Turdus und Nerva über die Vorgänge in Istrien ausführlich befragt, erklärte aber, dort nicht länger als elf Tage gewesen zu sein und nicht mehr als die Volkstribunen zu wissen. Diese ließen Brutus’ Verteidigung seines Kollegen nicht gelten und griffen Vulso wieder an. Sie warfen ihm vor, den Feldzug gegen die Histrer ohne Ermächtigung des Senates begonnen sowie in seiner Kriegsführung leichtsinnig gehandelt zu haben und warnten ihn, dass er einen Prozess zu einem späteren Zeitpunkt zu erwarten habe.
Über den weiteren Lebensweg des Turdus wird in den erhaltenen Quellen nichts berichtet.